# Flash (journal)
Pour les articles homonymes, voir Flash.
Flash, sous-titré « journal gentil et intelligent » (par opposition au « journal bête et méchant » d’Hara-Kiri), est un bimensuel créé en octobre 2008. Le dernier numéro est paru le 14 septembre 2011.

## Historique
Le premier numéro paraît le 2 novembre 2008. Jean-Émile Néaumet en est à la fois le directeur de publication sous son vrai nom, et le rédacteur en chef sous son pseudonyme de Nicolas Gauthier.
Si ses concepteurs le présentent comme défendant une ligne « altermondialiste », le politologue Jean-Yves Camus met en doute ce rattachement, qui « a déjà été défendu par certains milieux nationalistes-révolutionnaires et d’ultra-droite en Italie et en Allemagne. Il repose principalement sur une critique de la globalisation en tant que phénomène de massification des cultures débouchant sur l’éradication des spécificités ethniques, ainsi que sur une dénonciation virulente de la domination américaine et d’Israël. Cette ultra-droite récuse par ailleurs la théorie du choc des civilisations et ne s’aligne pas sur le sentiment anti-musulman assez rabique qui anime par ailleurs une autre partie de l’extrême droite ». Il estime que Flash reste « résolument ancré du côté de l’extrême droite, mais sans lien organique avec le Front national ».
La rédaction compte plusieurs anciens contributeurs de National-Hebdo : Béatrice Péreire, les dessinateurs Ignace et Topoline, et Jean Bourdier.
D'autres rédacteurs, comme Christian Bouchet et Philippe Randa, sont connus pour leur engagement à l'extrême droite.
Alain de Benoist et Pierre Le Vigan y tiennent également des chroniques régulières.
Alain Soral, éditorialiste et « conseiller à la rédaction », quitte le journal en avril 2011, le jugeant trop proche du Front national (FN), parti que lui-même avait quitté en 2009.

### Faillite
Le 12 septembre 2011, Flash annonce, par l'entremise de Gauthier Bouchet, responsable de la stratégie web du titre, qu'il « déclare faillite ». Le dernier numéro, relatif au 11-Septembre et comprenant un entretien avec Aymeric Chauprade, était paru quatre jours plus tôt.